# Ebuild

ebuild — формат bash-сценариев для системы управления пакетами Portage в операционной системе Gentoo. Файлы этого формата имеют расширение .ebuild и содержат переменные, команды, информацию о зависимостях, список файлов, необходимых для скачивания, распаковки, наложения патчей, сборки и установки пакета. Файлы сценариев именуются по шаблону «название-версия.ebuild» (например apache-2.0.59-r2.ebuild).
Существуют ebuild-файлы как для компилирования пакетов из исходных кодов, так и для установки бинарных пакетов. Файлы, которые устанавливают только документацию или такую информацию как шрифты или темы для приложений, называются «metabuild»
ebuild-файлы обычно создаются разработчиками Gentoo Linux для наиболее распространённых и используемых программ. Однако пользователи могут создавать сами файлы сценариев для установки программ, ещё не добавленных в дерево Portage. Для этого предусмотрены специальные средства — оверлеи (англ. overlays  перекрытие). Позже файлы с расширением .ebuild могут быть внесены в каталоги пакетов (дерево портежей) операционной системы Gentoo.

## Пример ebuild’а
```
# Copyright 1999-2005 Gentoo Foundation 

# Distributed under the terms of the GNU General Public License v2

# $Header: $

       
inherit
 
some_eclass
 
another_eclass

       
DESCRIPTION
=
"Super-useful stream editor (sed)"

       
HOMEPAGE
=
"http://www.gnu.org/software/sed/sed.html"

       
SRC_URI
=
"ftp://alpha.gnu.org/pub/gnu/sed/$
{P}
.tar.gz"

       
LICENSE
=
"GPL-2"

       
SLOT
=
"0"

       
KEYWORDS
=
"~x86"

       
IUSE
=
""

       
DEPEND
=
"virtual/libc"

       
RDEPEND
=
"virtual/libc"

       
src_compile
()
 
{

            
econf
 
||
 
die
 
"could not configure"

            
emake
 
||
 
die
 
"emake failed"
                                                              
       
}

       
src_install
()
 
{
                                                              
            
into
 
/
usr

            
doinfo
 
doc
/
sed
.
info

            
doman
 
doc
/
sed
.1
 
            
into
 
/

            
dobin
 
sed
/
sed
 
||
 
die
 
"dobin sed failed"

            
dodir
 
/
usr
/
bin
                                                              
            
dosym
 
/
bin
/
sed
 
/
usr
/
bin
/
sed
                                              
            
dodoc
 
NEWS
 
README
*
 
THANKS
 
TODO
 
AUTHORS
 
BUGS
 
ANNOUNCE

       
}

```